# Frank Costin
Francis Albert Costin, detto Frank (8 giugno 1920 – 5 febbraio 1995), è stato un ingegnere, progettista e imprenditore britannico, cofondatore della Marcos insieme a Jem Marsh.

## Biografia

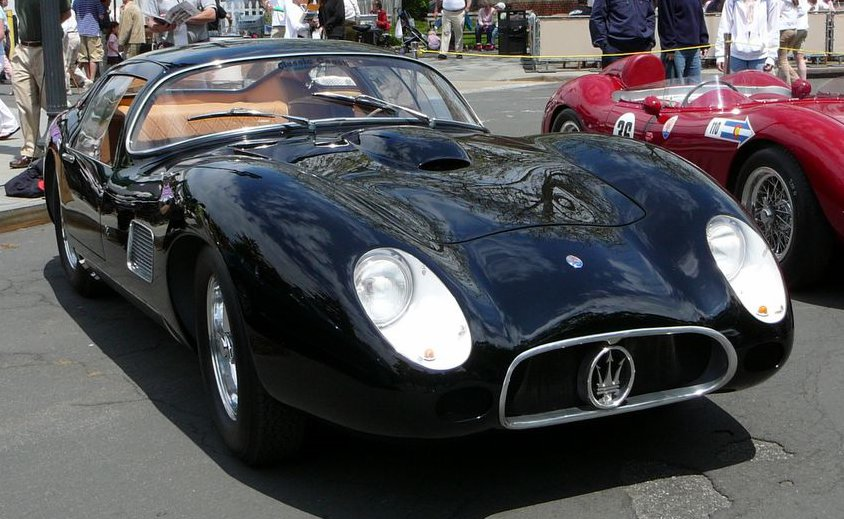
Maserati 450S Costin Zagato Coupe

Fratello maggiore del progettista Mike Costin, Costin era un ingegnere della Havilland Aircraft Company quando nel 1954 suo fratello Mike, un ex ingegnere de Havilland che allora lavorava per Lotus, gli chiese di progettare una carrozzeria aerodinamica per una nuova vettura da corsa. Incuriosito dall'idea di applicare l'aerodinamica alle auto da competizione, Costin ha progettato la carrozzeria per la Lotus Mark VIII. A differenza di suo fratello, Costin non è mai stato un impiegato Lotus; il suo lavoro si era limitato ad essere un consulente.

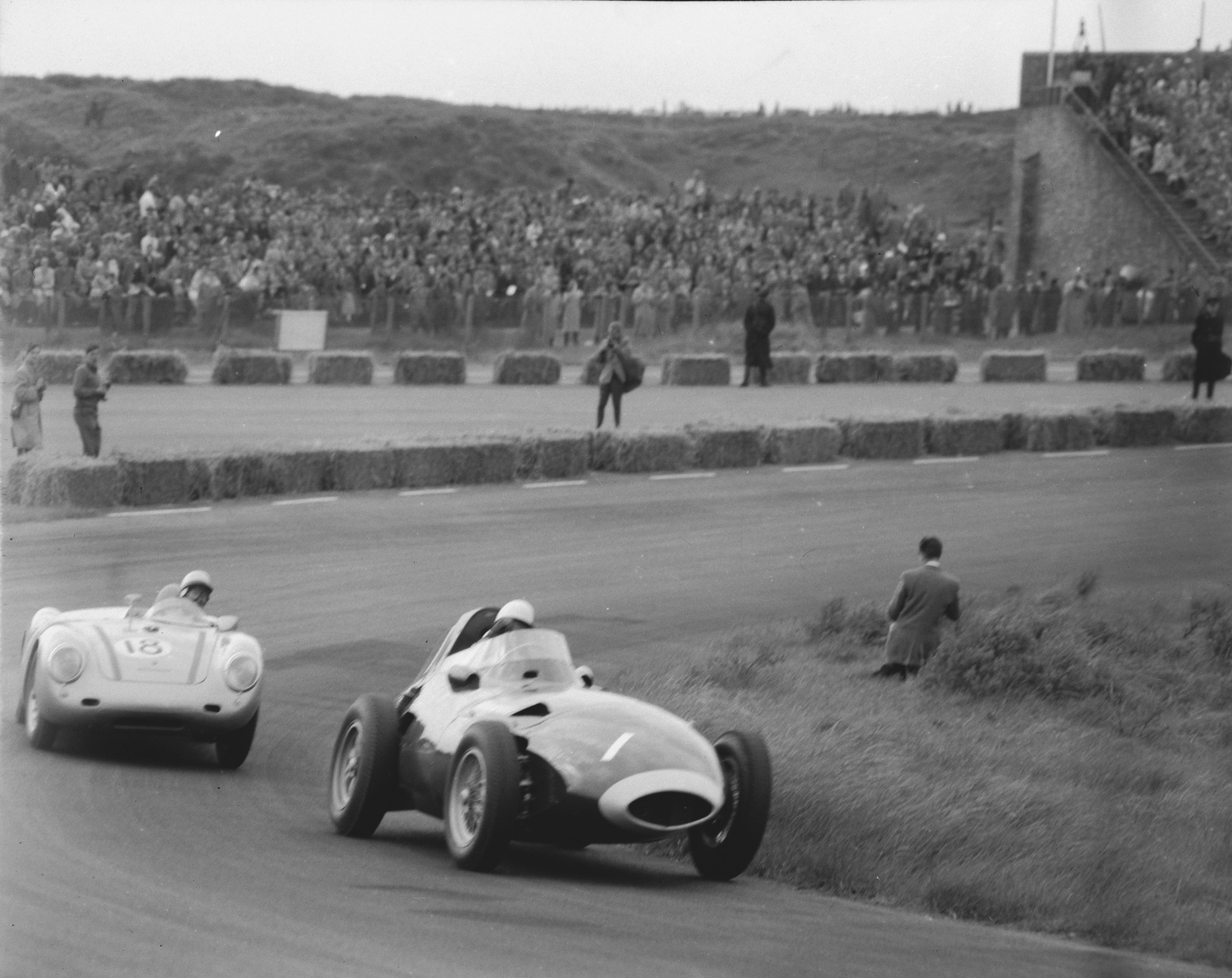
Vanwall VW5 a Zandvoort

Nel 1956 quando Chapman fu incaricato da Tony Vandervell di progettare una monoposto per sfidare il dominio Maserati e Ferrari in Formula 1, Chapman raccomandò Costin a Vandervell come progettista e designer del corpo vettura. Costin realizzò la carrozzeria della Vanwall VW5, che poi vinse il Campionato Costruttori.

## Progetti
- Lotus Mark VIII (1954)
- Maserati 450S Costin Zagato Coupe (1957)
- Vanwall VW5 (1957)
- Jaguar Lister Costin (1959)
- Costin Nathan (1967)